# 台灣獨立書店文化協會
台灣獨立書店文化協會（英語：Taiwan Association for Independent Bookshop Culture），廖英良及其友人創辦於2013年3月，為一個結合分布台灣各地獨立書店、以推廣閱讀為目標的非營利組織。

## 簡介
台灣獨立書店文化協會位址於台中市，創辦人之一的廖英良同時為獨立書店「東海書苑」的經營者。所謂「獨立書店」乃相對於連鎖書店存在的名詞，經營者多採獨資方式經營的書店，也包括數名合夥人合資、分攤成本的模式來經營，獨立書店側重書店所在地與當地社區的連結，不少書店主人也以標榜自我意念的「選書」風格為幟。
鑒於台灣出版事業版圖萎縮，以及書店經營之困境，廖英良冀望能夠透過成立協會，來幫助有意願各地投入經營書店業務的公民，其協會宗旨如下：
|  | 一、記錄和發展獨立書店特有的文化與精神，以提升公民閱讀深度、培養閱讀人獨立思考的能力。 二、協助獨立書店的生存與經營，以保存文化多樣性的可能。 三、結合獨立書店經營者與認同獨立書店精神的讀者，共同為社會改革而努力。 |

台灣獨立書店文化協會亦有發行專刊；《福爾摩沙書店地圖》主要搜羅台灣各縣市書店的分布狀況，每年出刊一次、協會刊物《獨書人 IndieReader》，試刊號從2017年刊行。
協會現任理事長為唐山書店老闆陳隆昊。

## 外部連結
- 台灣獨立書店文化協會 （页面存档备份，存于）
- 台灣獨立書店文化協會的Facebook專頁